# Johann Karl Nestler

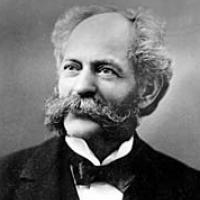
Johann Karl Nestler

Johann Karl Nestler (* 16. Dezember 1783 in Würbenthal (Österr.-Schlesien); † 9. Juli 1841 in Olmütz (Mähren)) war ein österreichischer Agrarwissenschaftler und Fachschriftsteller.

## Leben und Wirken
Nestler studierte nach 1800 Philosophie, Theologie und Jurisprudenz am Lyceum in Olmütz und war nach mehrjähriger Tätigkeit als Hofmeister ab 1812 Leiter eines Erziehungs- und Gymnasial-Unterrichts-Instituts des Stift Lilienfeld in Klafterbrunn in Niederösterreich. Von 1818 bis 1820 absolvierte er eine Ausbildung auf Ackerbau-Betrieben, ab 1821 studierte er Landwirtschaftlehre an der Universität Wien. 1821 wurde er dort Adjunkt an der Lehrkanzel für Landwirtschaftslehre. Von 1823 bis zu seinem Tode 1841 lehrte er als ordentlicher Professor für Landwirtschaftslehre an der philosophischen Fakultät der Universität Olmütz, die seit 1828 erneut zur Universität erhoben wurde.
Nestler war führendes Mitglied der „k. k. Mährisch-Schlesischen Gesellschaft zur Beförderung des Ackerbaues, der Natur- und Landeskunde in Brünn“, in deren Mitteilungsblatt er zahlreiche Beiträge veröffentlichte. Mit diesen Veröffentlichungen und mehreren eigenständigen Schriften fand er große Beachtung in der Fachwelt. Nestler war Mitglied vieler anderer landwirtschaftlicher und naturwissenschaftlicher Gesellschaften. 1840 hat er in Brünn die seit 1837 jährlich an einem anderen Ort stattfindende „Versammlung der deutschen Land- und Forstwirthe“ organisiert und den amtlichen Tagungsbericht herausgegeben.

## Schriften (Auswahl)
- Mittheilungen der k. k. Mährisch-Schlesischen Gesellschaft zur Beförderung des Ackerbaues, der Natur- und Landeskunde in Brünn. Darin seit 1826 zahlreiche Veröffentlichungen. Wissenschaftshistorisch beachtenswert sein Beitrag „Neues aus alter Zeit“ (Bd. 20, 1831, S. 71–72), in dem er forderte, sich mit der Geschichte des Landbaus zum allgemeinen Wohl zu beschäftigen.
- Ueber Auswahl, Bereitung und Anwendung der Düngerstoffe nach Lage,  Boden und Gegenständen der landwirthschaftlichen Kultur: gekrönte Preisschrift. Brünn 1835.
- Allgemeine Naturgeschichte, 1836
- Der Landwirt als Haushälter, 1840
- Amts-Bericht des Vorstandes über die vierte, zu Brünn vom 20. bis 28. September 1840 abgehaltene Versammlung der deutschen Land- und Forstwirthe. Hrsg. von Johann Karl Nestler. Olmütz 1841. Digitalisat